# Ů́
Cette page contient des caractères spéciaux ou non latins. S’ils s’affichent mal (▯, ?, etc.), consultez la page d’aide Unicode.
Ů́ (minuscule : ů́), ou U rond en chef accent aigu, est un graphème qui a été utilisé dans l’écriture du lituanien au XIXe siècle et dans la transcription du tamazight d’Awjila d’Umberto Paradisi dans les années 1960. Il s'agit de la lettre U diacritée d'un rond en chef et d’un accent aigu.

## Représentations informatiques
Le U rond en chef accent aigu peut être représenté avec les caractères Unicode suivants
- précomposé (latin étendu A) :

| formes    | représentations | chaînes de caractères | points de code | descriptions                                                   |
| --------- | --------------- | --------------------- | -------------- | -------------------------------------------------------------- |
| majuscule | Ů́               | Ů◌́                    | U+016E U+0301  | lettre majuscule latine u rond en chef diacritique accent aigu |
| minuscule | ů́               | ů◌́                    | U+016F         | lettre minuscule latine u rond en chef diacritique accent aigu |

- décomposé (latin de base, diacritiques) :

| formes    | représentations | chaînes de caractères | points de code       | descriptions                                                               |
| --------- | --------------- | --------------------- | -------------------- | -------------------------------------------------------------------------- |
| majuscule | Ů́               | U◌̊◌́                   | U+0055 U+030A U+0301 | lettre majuscule latine u diacritique rond en chef diacritique accent aigu |
| minuscule | ů́               | u◌̊◌́                   | U+0075 U+030A U+0301 | lettre minuscule latine u diacritique rond en chef diacritique accent aigu |